# Оскар Ариас Санчес
Вижте пояснителната страница за други личности с името Оскар (пояснение).
В това испанско име първото фамилно име е Ариас, следвано от другото фамилно име Санчес.
Оскар Рафаел де Хесус Ариас Санчес (на испански: Óscar Rafael de Jesús Arias Sánchez) е президент на Коста Рика в периода от 8 май 2006 до 8 май 2010 г. и в периода от 8 май 1986 до 8 май 1990 г.
Посветил е първия си мандат на защитата на мира в Централна Америка. Удостоен е с Нобелова награда за мир за приносите му към установяване на траен мир в региона на 10 декември 1987 г.

## Ранни години
Ариас Санчес е роден на 13 септември 1940 в Ередия при Сан Хосе, син на собственик на плантация. Посещава местното училище в града, след което учи във Францисканския колеж в Моравия. Следва икономика и право в Сан Хосе, Есекс и Лондон.
Дипломира се в Есексия университет през 1974 г. След своето завръщане в Коста Рика преподава политология в университета в Сан Хосе. През това време е финансово-политически съветник на президента Хосе Ферер.

## Политическа кариера
По време на следването си Оскар Санчес постъпва в Партията за национално освобождение (PLN).
Министър е на икономиката (1972 – 1977), секретар на вътрешните работи на партията от 1975 г. Депутат в парламента на Коста Рика (1978 – 1982). Генерален секретар на партията (1981 – 1983). През 1982 г. Луис Алберто Монге Алварес печели президентските избори благодарение на предизборната агитация, проведена от Оскар Санчес.
Санчес се оттегля от поста генерален секретар на партията през 1984 г. и решава сам да се кандидатира на следващите избори за президент. Печели с убедително мнозинство през 1986 г. С това става най-младия президент на своята страна, придобива известност преди всичко с процеса на демократизация, борбата с корупцията, икономическия напредък и обезпечаването на мира в региона.
На срещата на президентите на Централно американските страни през 1987 г. представя така наречения Ариас Санчес план, които има за цел налагане на дълготраен мир в Централна Америка. Планът намира широко одобрение и е подписан освен от него и от президентите на Хондурас, Никарагуа, Салвадор и Гватемала. Същата година Оскар Ариас Санчес получава Нобелова награда за мир за своя план.
През 1990 г. напуска поста си. Впоследствие използва своите политически връзки за напредъка на мирния процес в региона. По конституция президентът на Коста Рика не може да бъде преизбран за втори последователен мандат. Печели отново президентските избори на 5 февруари 2006 г. и е отново президент на Коста Рика от 8 май 2006 г.